# Niels Heilbuth
Niels Julius Heilbuth (Kopenhagen, Danska, 8. listopada 1906. — Hørsholm, Danska, 1. srpnja 1992.) je bivši danski hokejaš na travi. 
Na hokejaškom turniru na Olimpijskim igrama 1928. u Amsterdamu je igrao za Dansku. Odigrao je sva četiri susreta i postigao jedan pogodak. Igrao je na mjestu napadača.
Danska je u ukupnom poredku dijelila 5. – 8. mjesto. U skupini je bila treća, a u odlučujućem susretu u zadnjem kolu u skupini koji je donosio susret za broncu je izgubila od Belgije s 0:1.

## Vanjske poveznice
- Profil na Sports Reference.com  Arhivirana inačica izvorne stranice od 19. svibnja 2011. (Wayback Machine)